# Paventia (bướm đêm)
Paventia là một chi bướm đêm thuộc họ Noctuidae.